# Konstantinos Minas
Konstantinos Minoides Minas (grekiska Κωνσταντίνος Μηνωίδης Μηνάς), född den 1 december 1788 i Edessa, död den 30 december 1859 i Paris, var en grekisk lärd.
Minas uppehöll sig under grekiska frihetskriget i Paris och sökte på allt sätt vinna Frankrikes och Europas sympatier för sitt kämpande land. Ryktbar blev han genom upptäckten i klostret S:t Laura på Athos av två handskrifter, den ena sju böcker (av de ursprungliga 10) i kyrkoläraren Hippolytos "Filosofumena" ("Vederläggning av alla kätterier"), den andra innehållande en stor del av Babrios.